# Kampill (Bozen)

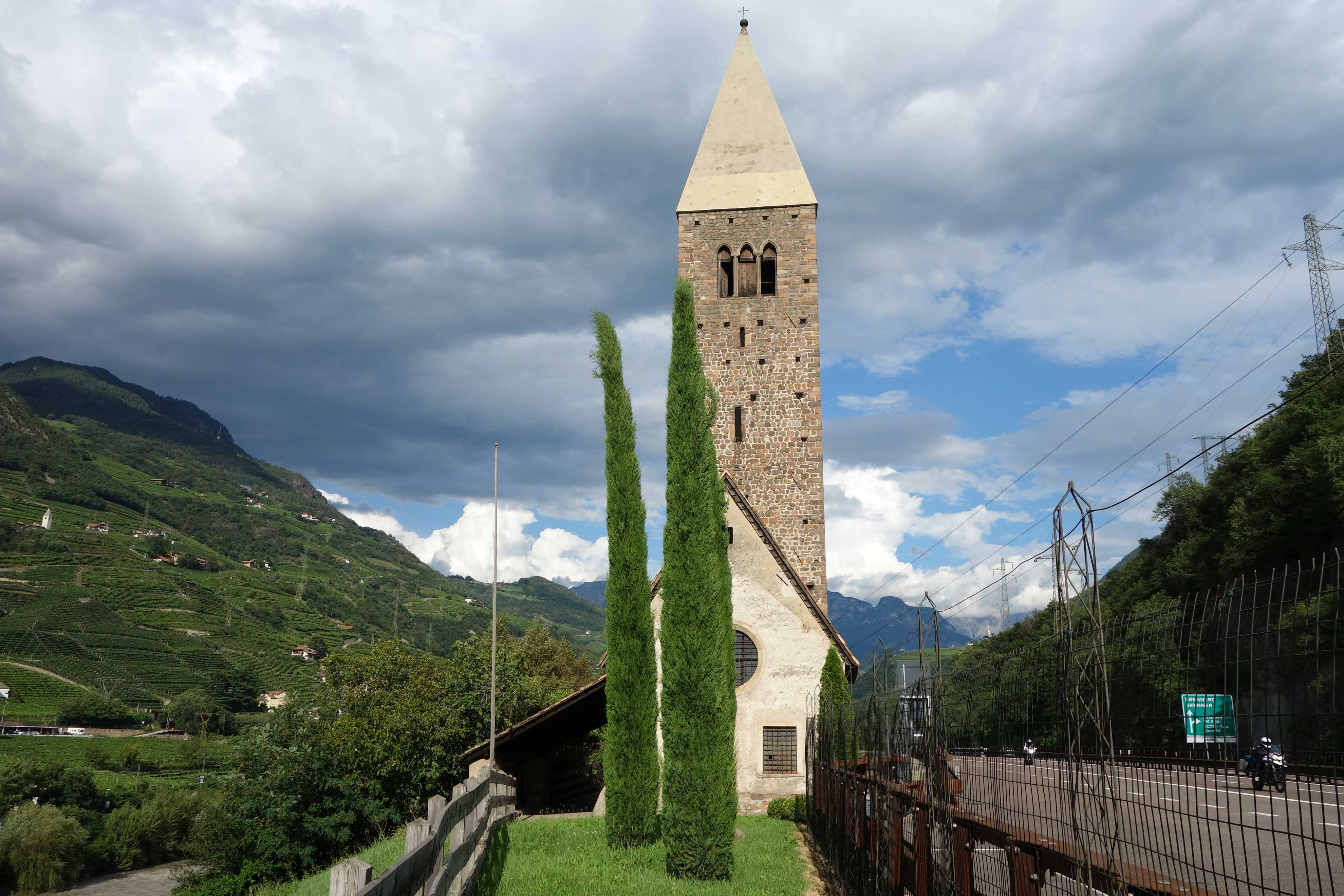
Blick auf St. Martin in Kampill neben der A22

Kampill (selten auch Campill; italienisch Campiglio) ist ein Stadtteil von Bozen, der Südtiroler Landeshauptstadt. Bis 1911 bildete Kampill als kleine Streusiedlung eine Malgrei der alten Landgemeinde Zwölfmalgreien, im Laufe des 20. Jahrhunderts verlor die Ortschaft durch den Bau großer Verkehrsinfrastrukturen ihren ländlichen Siedlungscharakter. Innerhalb Bozens ist sie dem Stadtviertel Zentrum-Bozner Boden-Rentsch zugeordnet.

## Lage
Kampill nimmt heute eine Randlage im Osten Bozens ein, nahe dem Ausgang des Eisacktals in den Bozner Talkessel. Es besetzt dabei den schmalen Talgrund und talnahe Lagen auf der orographisch linken Seite des Eisack: einen wenige 100 Meter breiten, aber rund drei Kilometer langen Gebietsstreifen zwischen dem Virgl im Westen und dem die Grenze zu Kardaun bildenden Eggentaler Bach im Osten. Der Talboden wird weitgehend von der Brennerstaatsstraße und der Brennerautobahn besetzt. Oberhalb von Kampill steigt das Gelände steil zu den nordseitigen Hängen des Kohlerer bzw. Regglbergs mit der Streusiedlung Kampenn an. Auf der gegenüberliegenden Flussseite befindet sich das ausgedehnte Gewerbegebiet des Bozner Bodens; mit diesem ist Kampill mittels der den Eisack überspannenden Kampiller Brücke verbunden sowie einer Fahrradbrücke als direktem Anschluss an die Radroute 1 „Brenner–Salurn“.

## Geschichte
Die Örtlichkeit Kampill ist bereits im Sommer 1166 unter der Bezeichnung „Campillen“ im Lehen- und Einkünfteverzeichnis der hier begüterten bayerischen Grafen von Neuburg-Falkenstein, dem sog. Codex Falkensteinensis, genannt. Das älteste Gebäude der Ortschaft ist die wohl aufs 12. Jahrhundert zurückgehende Kirche St. Martin in Kampill. Auch das ehemalige Heiliggeistspital Bozen gehörte in Spätmittelalter und Früher Neuzeit zu den wichtigen Grundbesitzern „in Campill zw Sand Martein“. Im Jahr 1412 ist in Kampill eine eigene Zollstange bezeugt, was die überörtliche Verkehrsbedeutung der Örtlichkeit verdeutlicht („bei der zolstang pey Pöczen in Campil pey dem turm“).
In älterer Literatur zu Zwölfmalgreien findet sich anstelle der Malgrei Kampill das Viertel Eisack, das aber großräumiger war und zusätzlich den Virgl, Haslach und auch das später nicht zur Gemeinde Zwölfmalgreien gehörende Gebiet auf der gegenüberliegenden Flussseite südlich der Bozner Altstadt umfasste. Alte Kampiller Hofstellen sind der Unterganzner (Untergansner), Oberkampiller, Unterkampiller, Pranzegger (Prazegg) und Wolf. 
Seit 1908 erschließt die Kohlerer Bahn von Kampill aus das Bergdorf Kohlern für Touristen.
Enorme Veränderungen des Ortsbilds brachte das 20. Jahrhundert mit sich: Der ohnehin schmale Talboden wurde weitgehend mit der Brennerstaatsstraße (im Ortsbereich als Innsbrucker Straße ausgewiesen) und der Brennerautobahn verbaut. Die Hofstellen des Oberkampiller und Unterkampiller mussten den Verkehrsinfrastrukturen komplett weichen; die St.-Martins-Kirche blieb, eingezwängt zwischen den beiden Straßen, eine nach wie vor weithin sichtbare Landmarke, ist aber nur noch schwer erreichbar.

## Wirtschaft und Verkehr
In Kampill befindet sich ein Gewerbepark (Kampill Center) mit zahlreichen Betrieben, darunter den Radiosendern Südtirol 1 und Radio Tirol. Ebenso ist der Sitz der Sennereigenossenschaft Bergmilch Südtirol in Kampill angesiedelt.
Für den öffentlichen Personennahverkehr ist das Gebiet über die Buslinie 183 der SASA erschlossen, die an der Talstation der Kohlerer Bahn sowie entlang der Brennerstaatsstraße beim Kampill Center und bei der Sennerei hält.